# オリオン座W星
オリオン座W星（オリオンざWせい）は、オリオン座の脈動変光星。

## 概要
SRB型の半規則型変光星で、212日の周期で5.5等と6.9等の間を変光する。オリオン座W星が分類されるSRB型は半規則型変光星の中でも周期性の悪い変光をする赤色巨星が分類される型であり、W星自身もスペクトル型がC5,4（ハーバード方式ではN5）の赤色巨星である。W星は双眼鏡で観測可能な明るい変光星でありながら炭素星であることにより特異な赤い色で輝いているため目測は難しく、ベテランの変光星観測者も観測を避けることが多い星であるが、大学のサークル等で観測するとデータを集めた時誤差が大きくなり、光度曲線がかき乱されることが楽しめることから一部の変光星観測者の間で人気を集めている星である。

## 逸話
一時期この星の光度変化と宇宙線の強さの変化が関係あるのではないかと騒がれたことがある。

## 名称
学名はW Orionis（略称：W Ori）、ボン掃天星表の番号はBD+00°939、ヘンリー・ドレイパーカタログの番号はHD 32736。